# Shimazu Yoshitora
Shimazu Yoshitora (島津 義虎?; 20 maggio 1536 – 20 agosto 1585) è stato un samurai giapponese servitore del clan Shimazu.

## Biografia
Yoshitora fu figlio di Shimazu Sanehisa e succedette al padre nel 1553. Servì Shimazu Takahisa e Yoshihisa con distinzione, in particolare durante lo scontro con i Ryūzōji nella battaglia di Okintanawate nel 1584. Yoshitora a volte veniva chiamato a Sasshū Yoshitora poiché rappresentava quel ramo della famiglia Shimazu.
Suo figlio Shimazu Tadachika venne adottato da Shimazu Toshihisa.